# Beniamino (Bibbia)

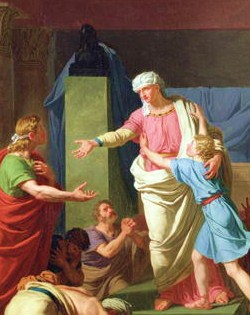
Beniamino abbraccia Giuseppe

Beniamino (in ebraico בִּנְיָמִין‎?, Benyamîn) è il dodicesimo ed ultimo figlio di Giacobbe e, dopo Giuseppe, il secondo figlio di Rachele, la quale muore dandolo alla luce.
In merito al luogo di nascita di Beniamino, la Bibbia, seguendo differenti tradizioni, fornisce due luoghi diversi: secondo Gen35,16-19 nasce a Betlemme, vicino a Gerusalemme, mentre secondo Gen35,23-26 nasce a Paddan-Aram in Mesopotamia, dove il padre Giacobbe fuggì rifugiandosi dallo zio Labano per sfuggire alla collera di suo fratello Esaù.
Era il più amato, non solo da Giacobbe, ma anche dagli altri fratelli. Per tale motivo il nome Beniamino ha preso il significato di "figlio prediletto".

## Il figlio di Giacobbe
Secondo la narrazione biblica (Gn35:16-19), sua madre Rachele, in procinto di morire di parto, avrebbe chiamato il neonato Ben-'ônî, ossia "figlio del mio dolore", e Giacobbe l'avrebbe cambiato in בִּנְיָמִין (Binyâmîn): questo nome viene interpretato, nella Vulgata, come "figlio della [destra" (dove la destra rappresenta la felicità e la fortuna), come composto di בֵּן (ben o bin, un comune prefisso ebraico che significa "figlio di") e יָמִין (yamin, "mano destra"). Questa etimologia però non è del tutto convincente, e fra gli altri significati proposti vi sono "figlio del sud", "figlio della felicità"..
Il luogo di nascita di Beniamino è dunque sulla strada che scende da Betel verso Efrata. Una tradizione molto antica è quella che Efrata si riferisce a Betlemme, e quindi che Rachele è morta sulla via, tradizione che si conferma con la presenza all'ingresso della città di Betlemme della Tomba di Rachele.
Il racconto biblico non dice più nulla della vita di Beniamino fino al momento in cui durante la carestia Giacobbe manda i suoi figli (eccetto Beniamino) a comprare grano in Egitto e dove incontrano il fratello Giuseppe, che avevano venduto come schiavo.
Giuseppe, diventato viceré dell'Egitto, obbliga i suoi fratelli a ritornare con Beniamino. Quando essi ritornano in Egitto Giuseppe è contento di rivedere il suo fratellino. Li lascia partire insieme ma fa collocare una coppa nel sacco di Beniamino per poterlo accusare di furto. Giuseppe vuol far mettere in prigione Beniamino ma Giuda si offre al suo posto per far sì che possa tornare dal padre Giacobbe. Vedendo che i suoi fratelli hanno appreso la lezione, comportandosi con Beniamino diversamente da come si erano comportati con lui, rivela ad essi la sua identità e li perdona.

## La tribù di Beniamino
La tribù di Beniamino è una delle dodici tribù di Israele. Assieme a Levi e Giuda sono le uniche tribù rimaste dopo la distruzione del Regno del Nord.

### Riferimenti
1. ↑   Gen35,16-19, su La Parola - La Sacra Bibbia in italiano in Internet.
2. ↑   Gen35,23-26, su La Parola - La Sacra Bibbia in italiano in Internet.
3. ↑   Gen28,1-5, su laparola.net.
4. ↑   Gn 35:16-19, su La Parola - La Sacra Bibbia in italiano in Internet.
5. 1 2 3 4  Tagliavini, p. 96.
6. 1 2 3 4  (EN) Benjamin, su Behind the Name. URL consultato il 2 aprile 2020.
7. 1 2  La Stella T., p. 62.
8. ↑  De Felice, p. 83.
9. 1 2  Sheard, p. 95.
10. ↑   Ephratah (Ephrath) (WebBible Encyclopedia), su christiananswers.net. URL consultato il 26 marzo 2013.